# Lichtenau (Feuchtwangen)
Lichtenau (ⓘ) ist ein Gemeindeteil der Stadt Feuchtwangen im Landkreis Ansbach (Mittelfranken, Bayern). Lichtenau liegt in der Gemarkung Heilbronn.

## Geographie
Beim Dorf entspringt der Klingenbach, ein linker Zufluss des Schönbachs, der wiederum ein linker Zufluss der Sulzach ist. Im Nordwesten liegt das Flurgebiet Schäferslacken, im Süden erhebt sich der Vogelbuck (505 m ü. NHN). Im Osten grenzen die Waldgebiete Großes Holz und Obere Haid an. Eine Gemeindeverbindungsstraße führt nach Dentlein am Forst zur Kreisstraße AN 52 (2,7 km östlich) bzw. zur Staatsstraße 2222 (0,6 km nördlich). Eine weitere Gemeindeverbindungsstraße führt nach Metzlesberg (1,4 km westlich).

## Geschichte
Erstmals urkundlich erwähnt wurde der Ort am 27. Februar 1397 als „Liehtnow by Füchtwang“.
Lichtenau lag im Fraischbezirk des ansbachischen Oberamtes Feuchtwangen. Im Jahr 1732 bestand der Ort aus drei Gütlein. Die Grundherrschaft über diese Anwesen hatte das Stiftsverwalteramt Feuchtwangen inne. An diesen Verhältnissen änderte sich bis zum Ende des Alten Reiches nichts. Von 1797 bis 1808 unterstand der Ort dem Justiz- und Kammeramt Feuchtwangen. 
Mit dem Gemeindeedikt (frühes 19. Jahrhundert) wurde Lichtenau dem Steuerdistrikt und der Ruralgemeinde Heilbronn zugeordnet. Im Zuge der Gebietsreform in Bayern wurde Lichtenau am 1. Januar 1972 nach Feuchtwangen eingemeindet.

## Einwohnerentwicklung
| Jahr      | 001818 | 001840 | 001861 | 001871 | 001885 | 001900 | 001925 | 001950 | 001961 | 001970 | 001987 |
| Einwohner | 43     | 49     | 49     | 72     | 61     | 71     | 72     | 104    | 61     | 73     | 65     |
| Häuser    | 10     | 12     |        |        | 13     | 14     | 14     | 14     | 13     |        | 18     |
| Quelle    | [ 11 ] | [ 12 ] | [ 13 ] | [ 14 ] | [ 15 ] | [ 16 ] | [ 17 ] | [ 18 ] | [ 19 ] | [ 20 ] | [ 1 ]  |

## Religion
Der Ort ist seit der Reformation evangelisch-lutherisch geprägt und bis heute nach St. Johannis (Feuchtwangen) gepfarrt. Die Einwohner römisch-katholischer Konfession sind nach St. Ulrich und Afra (Feuchtwangen) gepfarrt.